# Sinchi FC
Le Sinchi Football Club (en chinois : 新麒足球俱乐部, et en tamoul : சிஞ்சி கால்பந்து கிளப்), plus couramment abrégé en Sinchi FC, est un ancien club de football singapourien fondé en 2003 et disparu en 2005, et basé à Singapour.

## Histoire
Ce club représentait les chinois de Singapour et avait pour particularité de ne recruter que des joueurs de nationalité singapourienne ou chinoise sans qu'aucune restriction de nombre ne s'applique pour ces derniers.

## Anciens joueurs
- Shi Jiayi
- Qiu Li